# Dasypoda chinensis
Dasypoda chinensis is een vliesvleugelig insect uit de familie Melittidae. De wetenschappelijke naam van de soort is voor het eerst geldig gepubliceerd in 1978 door Wu.